# 加平警察署
加平警察署（カピョンけいさつしょ）は、京畿北部地方警察庁所管の警察署である。

## 管轄区域
- 加平郡

## 沿革
- 1945年10月21日 -国立警察開設とともに、京畿道警察部傘下の警察署として開所。

## 管轄派出所
- 邑内派出所
- 北面派出所
- 上面派出所
- 下面派出所
- 清平派出所
- 雪岳派出所